# Gees (Gerolstein)
Gees (Aussprache [Jiäs] in Eifeler Mundart) ist ein Stadtteil und Ortsbezirk der Stadt Gerolstein in der gleichnamigen Verbandsgemeinde im Landkreis Vulkaneifel von Rheinland-Pfalz.

## Geographie
Gees liegt 2,5 km östlich des Stadtzentrums von Gerolstein im Tal des zum Kyll fließenden Geeser Baches, das von den bewaldeten Hügeln des Gerolsteiner Waldes und dem ehemaligen Vulkan Baarley umrahmt wird.
Zum Ortsbezirk Gees gehören auch die Wohnplätze Forsthaus Gees und Standortschießanlage Gees.
Nachbarorte von Gees sind die Kernstadt Gerolstein im Westen, Pelm im Nordwesten, Berlingen und Kirchweiler im Nordosten, Neroth im Südosten und der Gerolsteiner Stadtteil Büscheich im Südwesten.

## Geschichte
Die erste schriftliche Erwähnung des Ortes findet sich in einer Prümer Urkunde aus dem Jahr 1136. 1353 wurde Gees zusammen mit Hundswinkel (heute eine Wüstung nordöstlich von Neroth), Hengstweiler (Wüstung östlich von Gees), Hof Hane (bei Neroth) und Pelm als Zehntenei an den Erzbischof von Trier verkauft. Über die Herkunft des eigentümlichen Namens Gees ist nichts bekannt. Stattdessen wurde die Ortschaft in historischen Urkunden gewöhnlich „Gense“ genannt; so in einer Urkunde von 1364, in welchem Roylff von Buydisheim (Büdesheim) seinen Zehnten zu „Gensen“ dem Herrn von Schönecken als Lehen auftrug. Das daher stammende Adelsgeschlecht schrieb sich Gense. Zu Ausgang des 18. Jahrhunderts in der Zeit der französischen Besetzung bestand Gees nur aus einzelnen Häusern und Höfen, die zur Gemeinde Pelm gehörten. Erst in der Preußenzeit ist Gees eine eigene Gemeinde geworden und der Ortsbann festgelegt worden.
Nach dem Ersten Weltkrieg gehörte die gesamte Region zum französischen Teil der Alliierten Rheinlandbesetzung.
Während des Zweiten Weltkrieges wurde Gees Schauplatz einer Katastrophe. Gegen 7:30 Uhr des 4. Novembers 1944 ging ein Marschflugkörper – eine V1 – inmitten eines Wohnhauses und den dazu gehörigen Stallungen nieder. In einer Scheune nebenan hatten Truppen einen Munitionswagen eingestellt; die Granaten barsten zugleich mit der Sprengladung der V1. Die Detonation verursachte eine mächtige Erschütterungswelle, die erst weit jenseits der Gemeindegrenze abebbte. Die beiden gegenüberliegenden Häuser wurden ebenfalls vollständig zerstört, ein Nachbarhaus schwer beschädigt. Der Druck der Explosion schleuderte Menschen und Vieh meterweit durch die Luft und deckte fast überall im Ort Dächer ab. Es waren 13 Todesopfer zu beklagen. Nicht geringer ist die Zahl derer, die lebenslang ein schweres Gebrechen davontrugen.
Nach dem Krieg wurde Gees innerhalb der französischen Besatzungszone Teil des damals neu gebildeten Landes Rheinland-Pfalz.
Am 1. Dezember 1973 wurde die bis dahin eigenständige Ortsgemeinde Gees mit zu diesem Zeitpunkt 246 Einwohnern nach Gerolstein eingemeindet.

## Politik
Gees ist gemäß Hauptsatzung einer von neun Ortsbezirken der Stadt Gerolstein. Er umfasst das Gebiet der ehemaligen Gemeinde. Der Ortsbezirk wird politisch von einem Ortsbeirat und einem Ortsvorsteher vertreten.
Der Ortsbeirat besteht aus drei Mitgliedern, die bei der Kommunalwahl am 9. Juni 2024 in einer Mehrheitswahl gewählt wurden, und dem ehrenamtlichen Ortsvorsteher als Vorsitzendem.
Markus Hetzius wurde am 16. Juli 2014 Ortsvorsteher von Gees. Bei der Direktwahl am 26. Mai 2019 wurde er mit einem Stimmenanteil von 78,57 % und am 9. Juni 2024 als einziger Bewerber mit 76,5 % jeweils für fünf weitere Jahre in seinem Amt bestätigt.
Der Vorgänger von Hetzius war Oliver Bartling.

## Kultur und Sehenswürdigkeiten

### Bauwerke

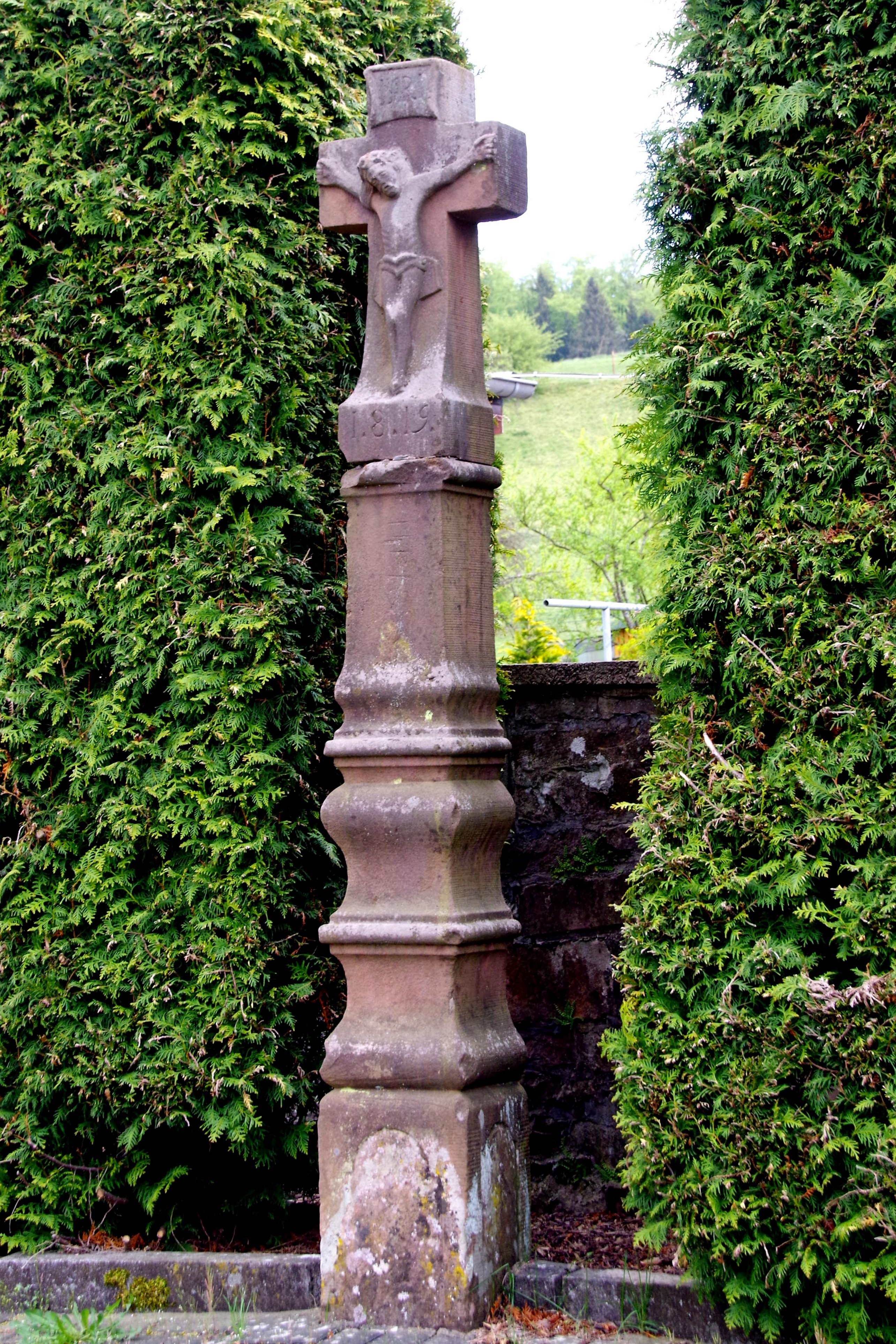
Schaftkreuz (1819)

Die Geeser Kirche „St. Nikolaus“ – zur Pfarrei Gerolstein gehörend – ist der Mittelpunkt des Dorfes. Über den Bau der Kapelle von Gees liegen spärliche historische Quellen vor. Aus der Geschichte der Pfarreien der Diözese Trier wird die Kirche im Jahr 1580 erwähnt; sie habe den heiligen Nikolaus als Patron. Die Kirche wurde mehrmals angebaut. Zu dem noch stehenden ehemaligen Ostturm wurde im Jahre 1904 ein Neubau angefügt.
Neben der Kirche werden in der Denkmalliste des Landes Rheinland-Pfalz (Stand: 2020) folgende Kulturdenkmäler genannt:
- Sechs Wohnhäuser aus dem 18. und 19. Jahrhundert
- Barockes Schaftkreuz aus Sandstein (bezeichnet 1819), Friedhof südlich der Kirche
- Jardin-Kreuz, barockes Schaftkreuz (bezeichnet 1768), nordwestlich des Ortes an einem Feldweg

### Umgebung
Unter Paläontologen und Geologen ist ferner das Geeser Trilobitenfeld bekannt. Systematische Grabungsarbeiten und neuartige Präparationsmethoden führten zur Freilegung zahlreicher außergewöhnlicher Exemplare, die weltweite Verbreitung in paläontologischen Museen und Sammlungen fanden. Der Andrang unzähliger Sammler und die ausufernde Zerstörung an Ausgangsgestein, Flora und Fauna führten zur einstweiligen Unterschutzstellung als Naturschutzgebiet. Heute ist das Graben und Sammeln von Fossilien in den Trilobitenfeldern verboten.
Am Ostrand, Ortsausgang Richtung Neroth, ca. 30 m unterhalb des Dorfsaales, befindet sich der „Geeser Drees“ (in der Vulkaneifel werden Mineralbrunnen auch als Dreese bezeichnet.) Hier sprudelt in einer Sandsteineinfassung eine artesische Quelle – d. h. das Mineralwasser fließt aus eigener Kraft an der Erdoberfläche aus – mit einer sehr eigenen Mineralisierung. Der Geeser Drees gehört zu den eisenreichen Quellen, was leicht daran zu erkennen ist, dass die Wasserableitungen und der Quelltopf mit rostroten Eisenhydroxiden und -oxiden beschlagen sind. Die Quelle ist ganzjährig frei zugänglich und kann verkostet werden.

### Schewe Sunnesch
In  Gees ist der alte heidnische Brauch des Winteraustreibens erhalten. Der Winter wird seit vielen Generationen mit einem brennenden Rad ausgetrieben, das Fest heißt daher Schewe Sunnesch, was lose mit „Radsonntag“ übersetzt werden kann. Das Ereignis wird an dem Wochenende nach Fastnacht begangen, ursprünglich sonntags, mittlerweile jedoch samstags.
Die Jugendlichen des Dorfes umwickeln dazu ein Rad mit Stroh, das auf den Hang der Erhebung Baarley über dem Dorf gebracht wird. Dort entzündet man das Rad nach Einbruch der Dunkelheit und lässt es auf einem Teppich aus ebenfalls entzündetem Stroh ins Tal rollen. So soll der raue Winter vertrieben und der Frühling begrüßt werden. Je ruhiger das Rad läuft, desto besser werde das Jahr, besagt der Brauch.

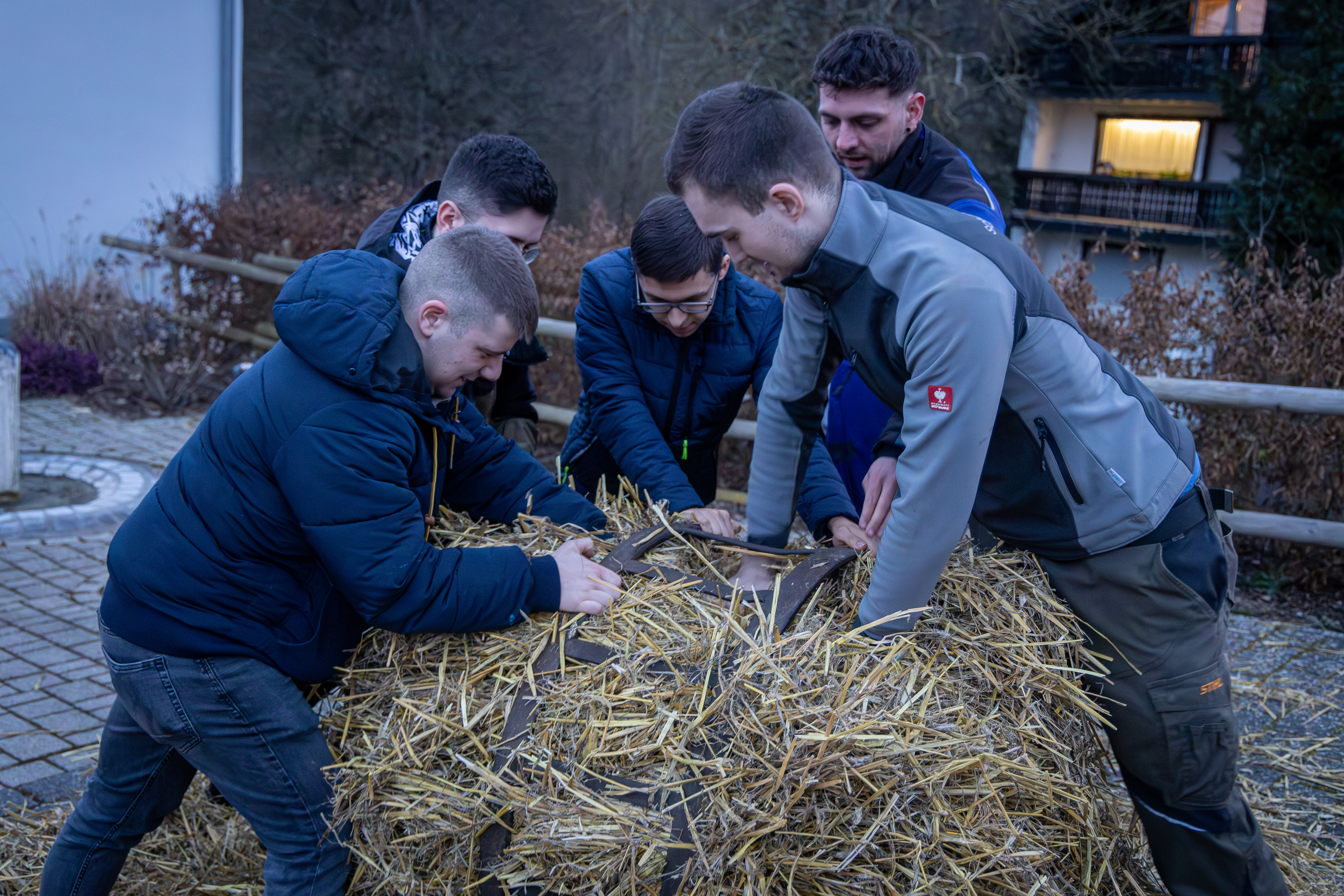
Stopfen und Binden des Rades
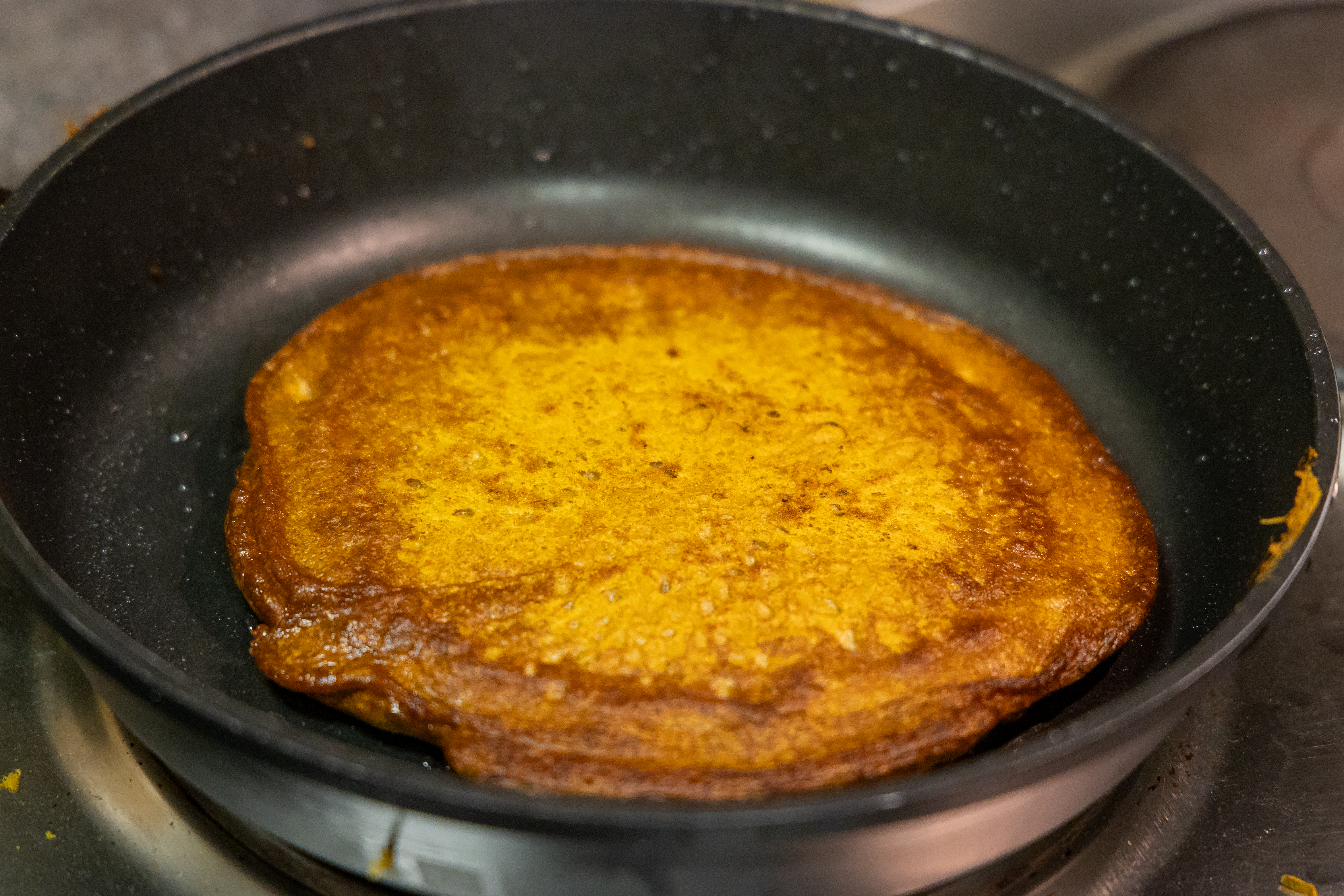
Währenddessen wird Heedelesch Kooche zubereitet
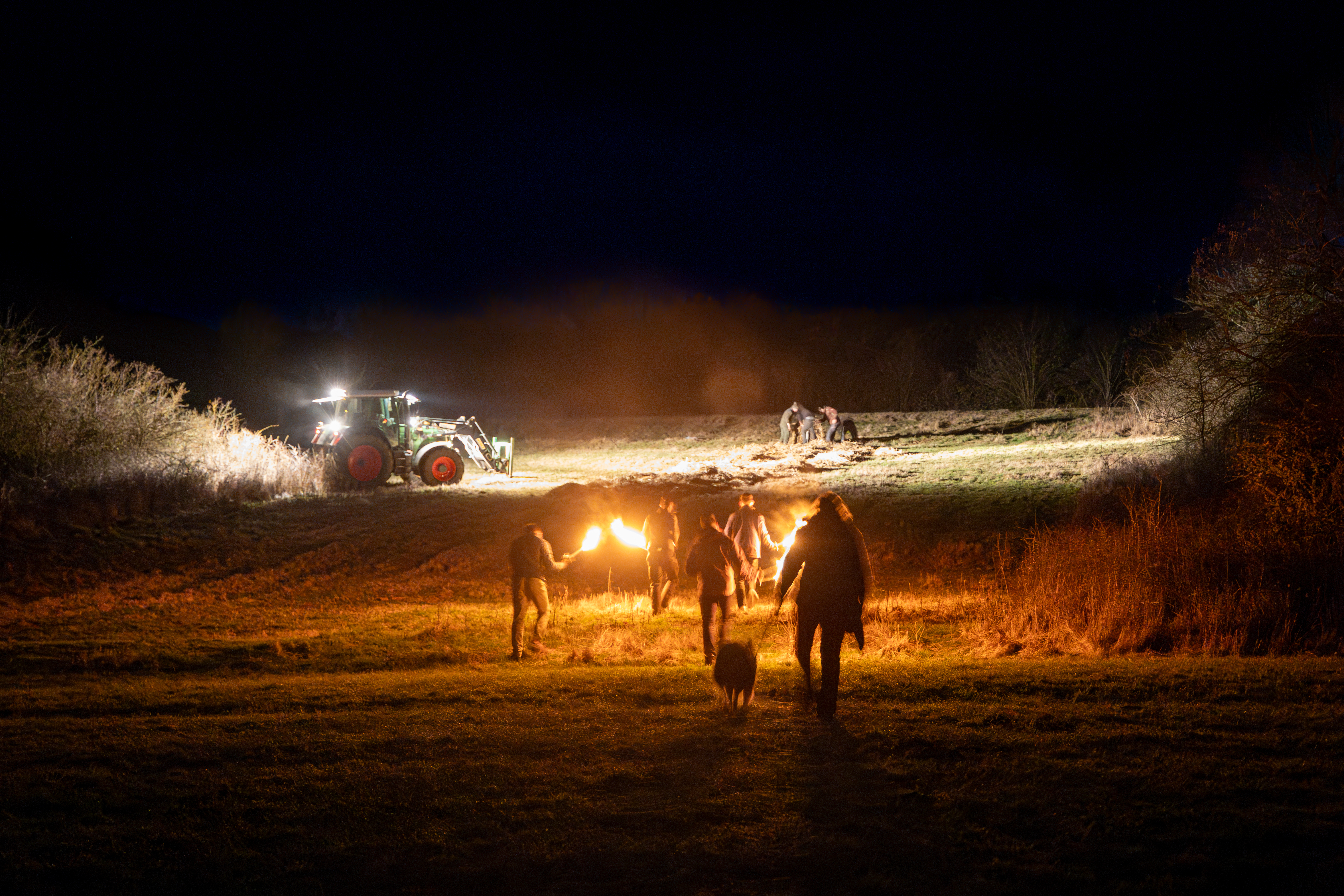
Fackelzug auf den Vulkan Baarley
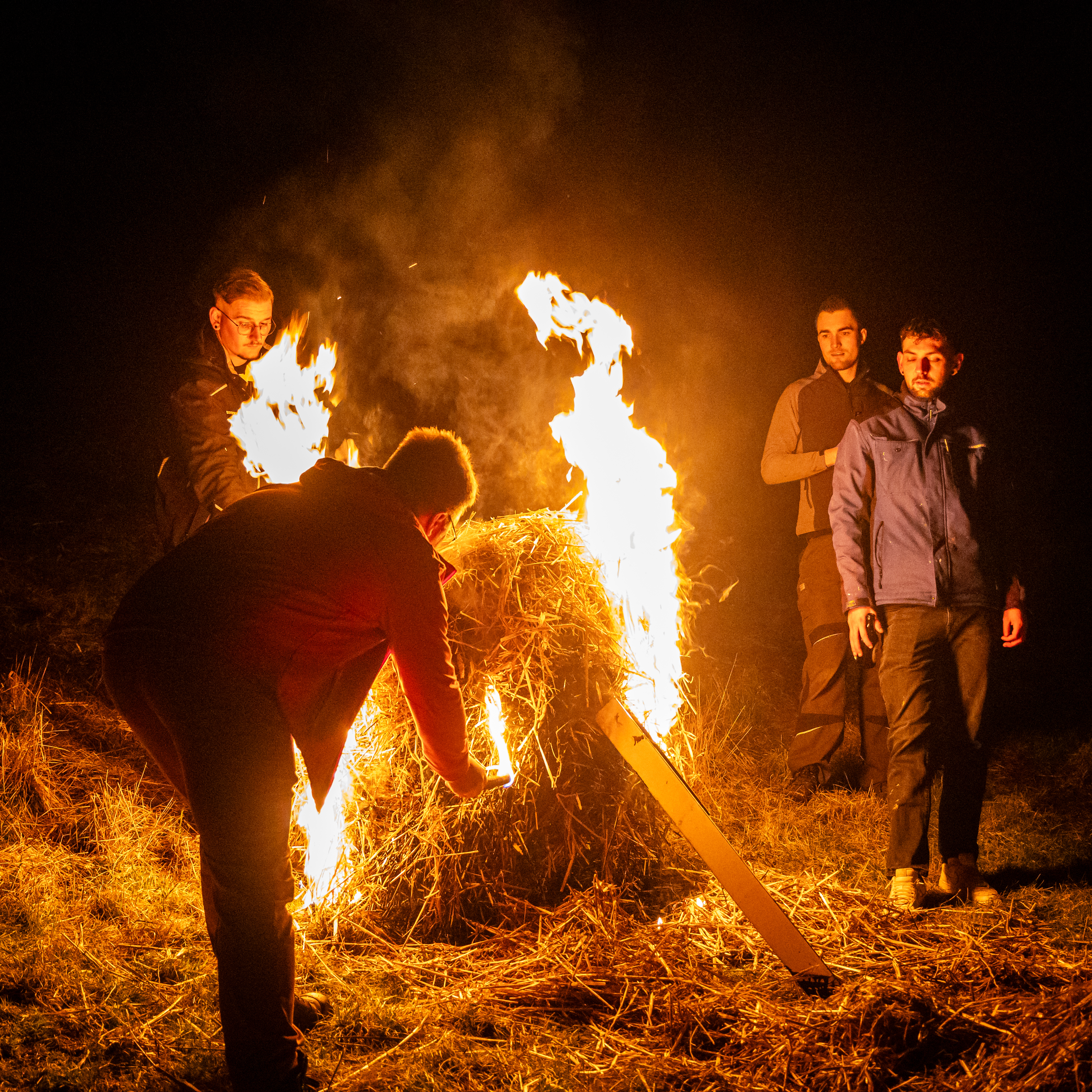
Entzünden des Rades
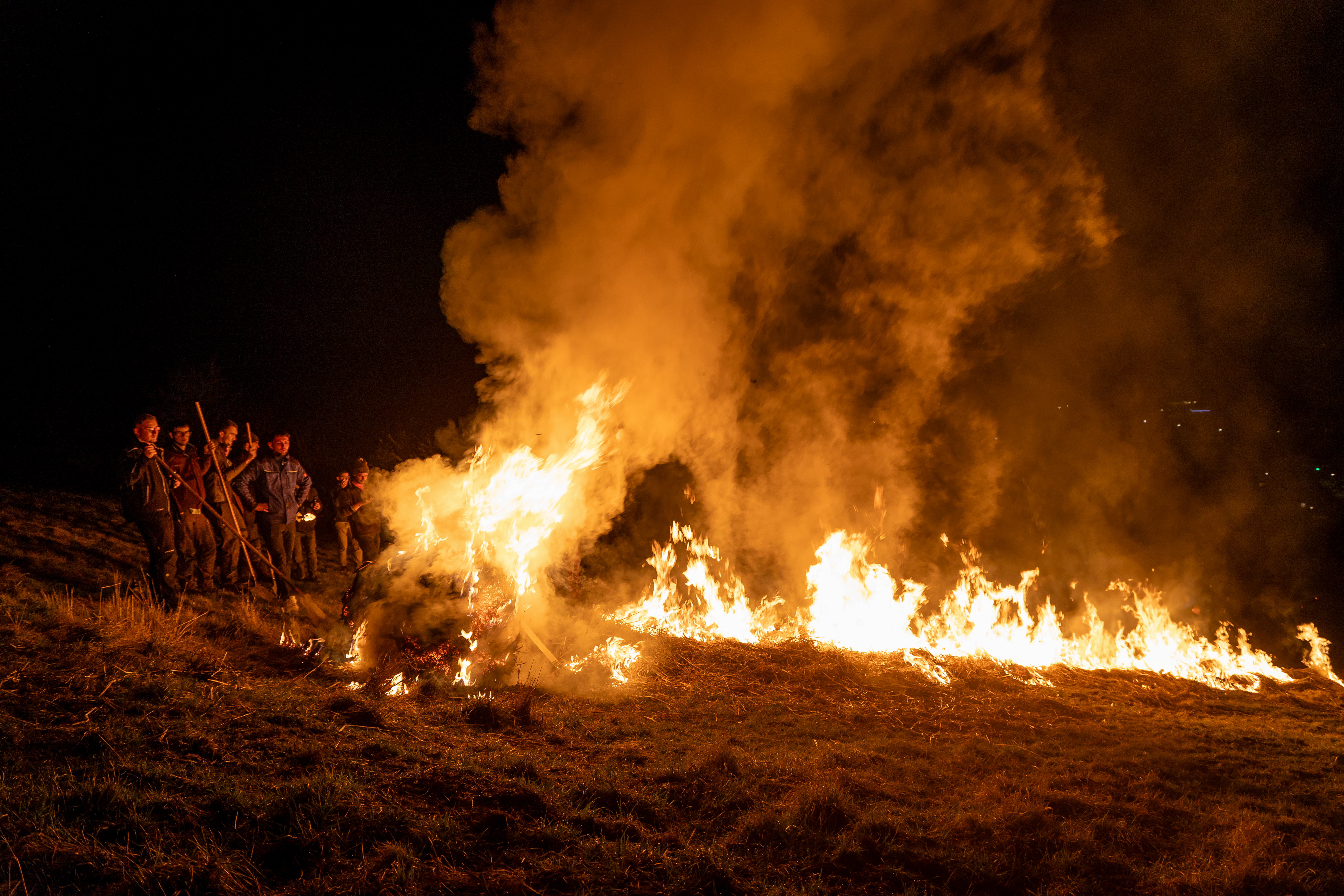
Ein brennender Strohteppich ist vorbereitet
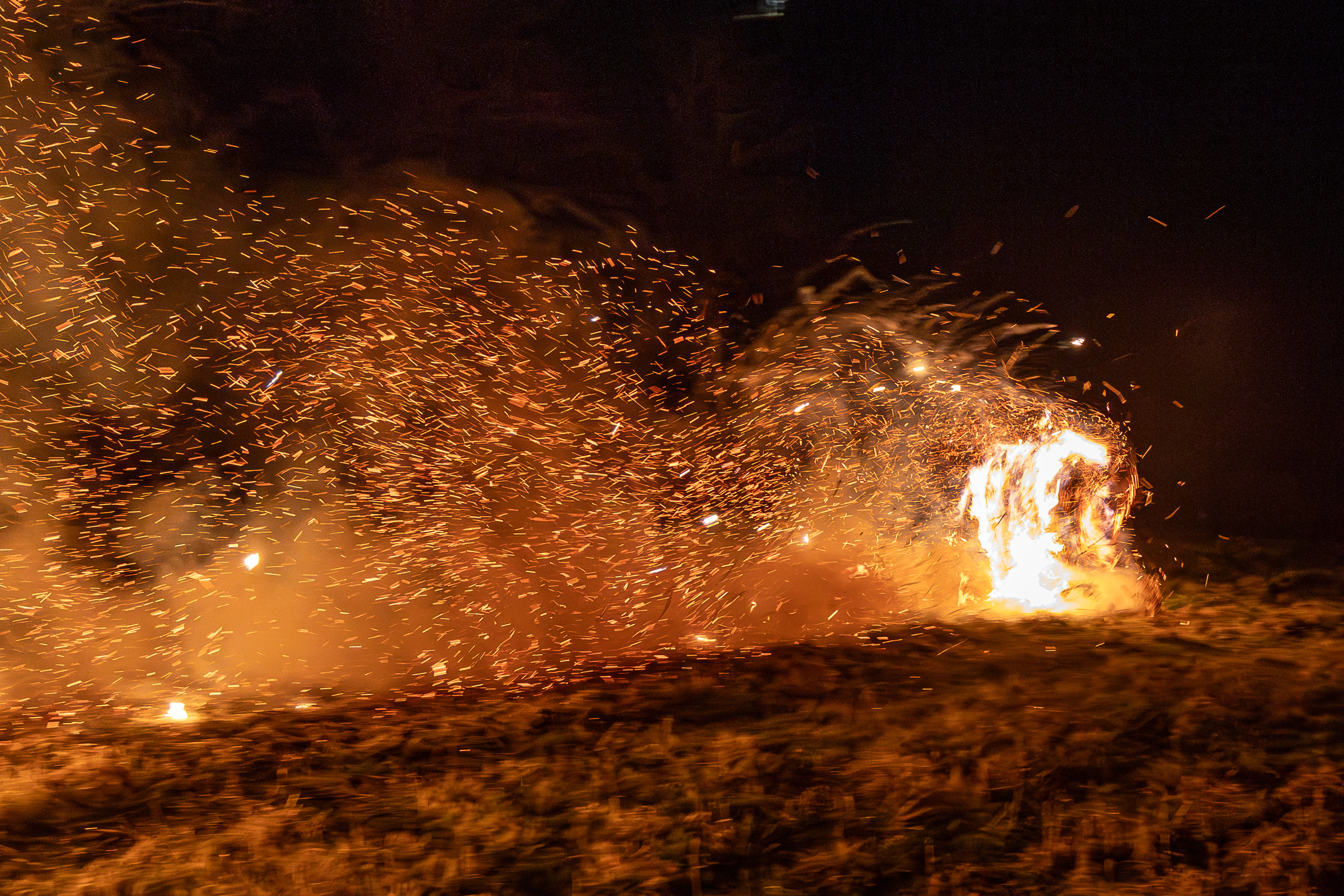
Das brennende Rad rollt ins Tal

Zuvor  werden im Gemeindesaal die sogenannten Heedelesch Kooche (Buchweizen-Pfannkuchen), die mit dem Wasser aus dem Geeser Drees hergestellt werden, verzehrt. Im Anschluss gibt es dort aus zuvor im Dorf gesammelten Eiern und Speck zubereitetes Rührei.

## Wirtschaft und Infrastruktur
Durch Gees verläuft die K 33, die in nordwestlicher Richtung zur Bundesstraße 410 Gerolstein – Pelm, in südöstlicher Richtung zur Landesstraße 27 Neroth – Kirchweiler führt.